# Gabriel Rousseau de Villejouin
Pour les articles homonymes, voir Rousseau.
Gabriel Rousseau de Villejouin (1709-1781) était un officier dans les troupes de la Marine française.

## Biographie
Gabriel Rousseau de Villejouin naît le 24 avril 1709 à Plaisance, à Terre-Neuve. Son père est le capitaine de vaisseau Gabriel Rousseau de Villejouin et sa mère est Marie-Josephte Bertrand. Gabriel Rousseau de Villejouin est promu major et commandant de l'île Saint-Jean (Île-du-Prince-Édouard) 1er avril 1754. Il doit en particulier gérer la déportation de l'île Saint-Jean, en 1758.
Il est ensuite nommé gouverneur de La Désirade.
Il décède le 6 novembre 1781 à Saint-Jean-d'Angély, dans le département de la Charente-Maritime.